# Лоран Годе
Лоран Годе (на английски: Laurent Gaudé) е френски драматург, поет и писател на произведения в жанра драма, лирика, детска литература и документалистика.

## Биография и творчество
Лоран Годе е роден на 6 юли 1972 г. в Париж, Франция. Завършва средното си образование в гимназия Екол Алзасиен дьо Пари. Получава през 1994 г. магистърска степен по драматургия и творческо писане от Университет Париж-III, а после през 1998 г. и докторска степен с дисертация на тема „Конфликтът в съвременния театър“.
През 1996 г. е публикуван първият му разказ „Une fille et trois garçons“ (Едно момиче и три момчета). През 1997 г. поставя първата си пиеса „Onysos le furieux“ (Бесният Онисос) в Открития театър в Париж, а през 2000 г. е представена в Националния Театър на Страсбург в постановка на Янис Кокос. Следват пиесите „Пепел в шепите“, „Синият тигър на Ефрат“, „Медея Кали“, и много други.
Първият му роман „Cris“ (Писъци) е публикуван през 2001 г. Вторият му роман „La Mort du roi Tsongor“ (Смъртта на крал Цонгор) е издаден през 2002 г. и печели наградата „Гонкур за гимназисти“ и награда на книжарите.
През 2004 г. е издаден романът му „Слънцето на семейство Скорта“. Той представя драматичната история на фамилия Скорта в продължение на цяло столетие, от края на XIX до края на XX век, в земите на италианския Юг (в малък град, подобен на Монте Сант'Анджело или Пескичи), за техните страсти, любов, опит, прозрения, щастие и една дълго премълчавана тайна. Романът печели наградата „Гонкур“ и е публикуван в над 30 страни по света.
Романът му „Eldorado“ (Елдорадо) от 2006 г., история за италиански капитан, прекарващ мигранти от Северна Африка в Средиземноморието, получава наградата „Еурежио“.
От 2013 г. пътува различни пътувания (Порт о Пренс, Иракски Кюрдистан, „Джунглата на Кале“ – бежански лагер до Кале) и въз основа на преживяванията се изготвя и публикува през 2017 г. първия си поетичен сборник „De sang et de lumière“ (От кръв и светлина).
През 2015 г. и издаден романа му „Danser les ombres“ (Танцът на сенките), чието действие се развива в Хаити по време на земетресението през 2010 г.
През 2019 г. получава Европейската награда за книга за есето „Nous l'Europe. Banquet des peuples“ (Ние европейците, банкет от народи).
Женен е за италианка.
Лоран Годе живее със семейството си в Париж.

## Произведения

### Самостоятелни романи
- Cris (2001) – награда „Atout lire 2001 de Cherbourg“
- La Mort du roi Tsongor (2002) – награда „Гонкур за гимназисти“ и награда на книжарите
- Le Soleil des Scorta (2004) – награда „Гонкур“
Слънцето на семейство Скорта, изд.: „Рива“, София (2006), прев. Валентина Бояджиева
- Eldorado (2006) – награда „Еурежио“
- La Porte des Enfers (2008)
- Ouragan (2010)
- Pour seul cortège (2012)
- Danser les ombres (2015)
- Écoutez nos défaites (2016)
- Salina : les trois exils (2018)

### Пиеси
- Onysos le furieux (1997)
- Combats de possédés (1999)
- Pluie de cendres (2001)
- Cendres sur les mains (2002)
- Le Tigre bleu de l'Euphrate (2002)
- Salina (2003)
- Médée Kali (2003)
- Les Sacrifiées (2004)
- Sofia Douleur (2008)
- Sodome, ma douce (2009)
- Mille orphelins suivi de Les Enfants Fleuve (2011)
- Caillasses (2012)
- Daral Shaga suivi de Maudits les Innocents, livrets d’opéra (2014)
- Danse, Morob (2016)
- Et les colosses tomberont (2018)

### Сборници
- Dans la nuit Mozambique (2007) – разкази
- Les Oliviers du Négus (2011) – разкази

### Поезия
- De sang et de lumière (2017)

### Детска литература
- La Tribu de Malgoumi (2008) – албум

### Есе
- Nous l'Europe. Banquet des peuples (2019) – Европейска награда за книга

### Екранизации
- 2009 Océans – документален
- 2011 Alexandre Le Grand le macédonien – документален
- 2016 Nulle part en France – документален